# Kodomo
Kodomo (子供, lit. criança(s)) é um gênero de mangá voltado para o público infantil. Mangás infantis também são conhecidos como kodomomuke manga (子供向け漫画, lit. mangá(s) para crianças) e os animês, kodomomuke anime (子供向けアニメ, lit. animê(s) para crianças).

## Características
Em geral os mangás kodomo possuem atividades como páginas para colorir, labirintos e jogos.
Kodomo possuem histórias fechadas ou com arcos muito curtos, pois crianças pequenas tem dificuldade para acompanhar histórias seriadas. Também possuem desenho e narrativa simples, sem muitas sangrias e retículas.

## Exemplos dekodomo
- As Aventuras do Pequeno Príncipe
- Dinossauro Rei
- Duel Masters;
- Doraemon; (apesar de ser voltado para o público geral)
- Flint the Time Detective
- Hamtaro;
- Hello Kitty;
- Heidi;
- Let's & Go
- Mirmo Zibang!;
- Onegai My Melody;
- Pokémon
- Tatsu no ko Tarou;
- Meu Amigo Totoro;
- Yo-kai Watch;